# کریستینا آلارکون
کریستینا آلارکون (انگلیسی: Cristina Alarcón؛ زادهٔ ۱۵ سپتامبر ۱۹۸۶) بازیگر اهل اسپانیا است.